# Oreoderus maculipennis
Oreoderus maculipennis är en skalbaggsart som beskrevs av Raffaello Gestro 1891. Oreoderus maculipennis ingår i släktet Oreoderus och familjen Cetoniidae. Inga underarter finns listade i Catalogue of Life.